# Albert Agulló i Martínez
Albert Agulló i Martínez (Elx, 30 de maig de 1931 – 4 de febrer de 2018) va ser un pintor i escultor valencià. Va ser un dels membres fundadors del Grup d'Elx juntament amb Sixto Marco, Antoni Coll i Joan Castejón. Va ser també cofundador del Museu d'Art Contemporani d'Elx.